# Забалуев, Александр Алексеевич
Александр Алексеевич Забалуев (19 августа 1906, город Кашира, Тульская губерния — 15 января 1949, Москва) — советский военачальник, генерал-майор (15.07.1941).

## Биография

### Начальная биография
Родился 19 августа 1906 года в городе Кашира. Русский.
После окончания школы, с 1921 года работал на возведении железнодорожного моста через реку Ахтуба в Астраханской области вблизи станции Бузан.

### Военная служба
В сентябре 1924 года поступил курсантом в 13-ю Одесскую пехотную школу, по её окончании с сентября 1927 года проходил службу в 26-м Одесском пограничном отряде войск ОГПУ командиром взвода, помощником начальника и начальником пограничной заставы, инструктором боевой подготовки отряда и помощником начальника отряда по строевой части.
В 1932 году вступил в ВКП(б).
В сентябре 1933 года назначен начальником штаба 55-го железнодорожного полка войск НКВД (ст. Казатин), а с февраля 1937 года служил в той же должности в 56-м железнодорожном полку войск НКВД в Киеве. В 1937 году окончил факультет заочного и вечернего обучения Военной академии РККА им. М. В. Фрунзе.
С сентября 1937 года командовал 3-м мотострелковым полком в Отдельной мотострелковой дивизии особого назначения НКВД СССР им. Ф. Э. Дзержинского в Москве. В июне 1939 года Указом Президиума Верховного Совета СССР «за отличные показатели в боевой подготовке полка, выполнение оперативных заданий и к 15-летию дивизии» полковник Забалуев был награждён орденом Красной Звезды.
С 8 февраля по 13 марта 1940 года командовал группой (полком) в отряде особого назначения НКВД в 9-й армии на Советско-финской войне. В 1940 году за участие в боях с белофиннами был награждён знаком «Заслуженный работник НКВД».
По окончании боевых действий вновь командовал прежним 3-м мотострелковым полком в Отдельной мотострелковой дивизии особого назначения НКВД СССР им. Ф. Э. Дзержинского.
В мае 1941 года назначен начальником отдела боевого использования и службы войск Управления Оперативных войск НКВД СССР.

### Великая Отечественная война
В начале войны с 5 июля 1941 года полковник Забалуев приступил к командованию 252-й стрелковой дивизией, сформированной из кадров и личного состава НКВД в городе Серпухов.
15 июля ему было присвоено воинское звание —генерал-майор.
С принятием дивизии передислоцировал её на станцию Осташков Калининской области, по прибытии она вошла в состав 29-й армии резерва ВГК. С 20 июля дивизия вместе с армией была включена в состав Западного фронта. Её части форсировали реку Западная Двина и 28 июля под деревней Ильино Смоленской области с марша вступили в бой. В течение ночи они отбили несколько контратак подошедших резервов противника, но вынуждены были под давлением превосходящих сил отойти в северном направлении. Затем дивизия повторно форсировала реку Западная Двина и заняла оборону на её северном берегу в районе устья реки Торопа. Здесь она находилась до конца августа, затем в начале сентября вела наступательные бои, выполняя задачу отбросить противника на западный берег реки. В ходе их был окружен и разгромлен 456-й гренадерский полк СС (Смоленское сражение). В начале октября дивизия вместе с армией вынуждена была отойти на ржевском направлении. К 12 октября она сосредоточилась в районе Чертолино и заняла оборону, прикрывая переправу частей 29-й армии через реку Волга и дальнейший отход на Ржев. К 15 октября её части сосредоточились северо-восточнее Старицы. Продолжая отход, к 19 октября они сосредоточились в районе Новинки, где с марша вступили в бой и отбросили противника к городу Калинин. С 21 октября дивизия в составе 31-й армии Калининского фронта заняла оборону у железнодорожного моста через реку Волга в районе городе Калинин (Вяземская и Калининская оборонительные операции). С 1 декабря она вновь перешла в 29-ю армию этого же фронта и с 5 декабря участвовала в штурме и освобождении города Калинин. В результате боев к 16 декабря он был освобожден, дивизия вышла в район станции Калинин (юго-западная часть города). Преследуя противника, её части с боем овладели Даниловской, вновь форсировали реку Волга, освободили населенный пункт Станишино и к 29 декабря вышли к Холоховне (Калининская наступательная операция). За мужество и героизм в этах боях, умелое командование дивизией Указом Президиума Верховного Совета СССР от 5 мая 1942 года генерал-майор Забалуев был награждён орденом Красного Знамени.
С 5 января 1942 года переведен на должность заместителя командующего 30-й армией Калининского фронта, с которой и участвовал в Ржевско-Вяземской наступательной операции. В мае того же года командирован на учёбу в Высшую военную академию им. К. Е. Ворошилова в город Уфа, по окончании ускоренного курса в ноябре назначен начальником штаба Северной группы войск Закавказского фронта (9-я, 37-я, 44-я, и 58-я армии). Принимал участие в битве за Кавказ, в Моздок-Малгобекской и Нальчикско-Орджоникидзевской оборонительных операциях и наступлении на нальчикско-ставропольском направлении. 24 января 1943 года на её базе был создан Северо-Кавказский фронт, а генерал-майор Забалуев назначен начальником штаба. В этой должности принимал участие в разработке и проведении Северо-Кавказской и Краснодарской наступательных операциях. Указом Президиума Верховного Совета СССР от 22 февраля 1943 Забалуев был награждён орденом Кутузова I степени.
Приказом Ставки ВГК от 16 марта 1943 и приказом по войскам фронта от 19 марта освобожден от должности («как не справившийся») с оставлением в распоряжении командующего войсками фронта, затем направлен на лечение в госпиталь.
7 апреля 1943 года зачислен в распоряжение ГУК НКО, в этот же период и. д. уполномоченного Ставки ВГК по Северо-Западному фронту.
15 июля 1943 года назначен начальником штаба Архангельского военного округа, а 27 июля 1944 года переведен на должность начальника штаба Сибирского военного округа.

### Послевоенная карьера
После войны с 9 июля 1945 года и. д. начальника штаба Западно-Сибирского военного округа.
В мае 1946 года переведен на должность старшего преподавателя тактики в Высшую военную академию им. К. Е. Ворошилова.
7 июня 1947 года Приказом министра Вооруженных Сил СССР уволен в запас.
Умер в 1949 году. Похоронен на Введенском кладбище (2 уч.).

## Награды
СССР
- орден Ленина
- два ордена Красного Знамени (05.05.1942[2][3], 03.11.1944)
- орден Кутузова I степени[4][5](22.02.1943)
- орден Красной звезды (ХХ.06.1939)
  - Медали, в том числе:
  - «За оборону Москвы»
  - «За оборону Кавказа»
  - «За оборону Советского Заполярья»
  - «За победу над Германией в Великой Отечественной войне 1941—1945 гг.»